# Edouard de Pourtalès-Pury

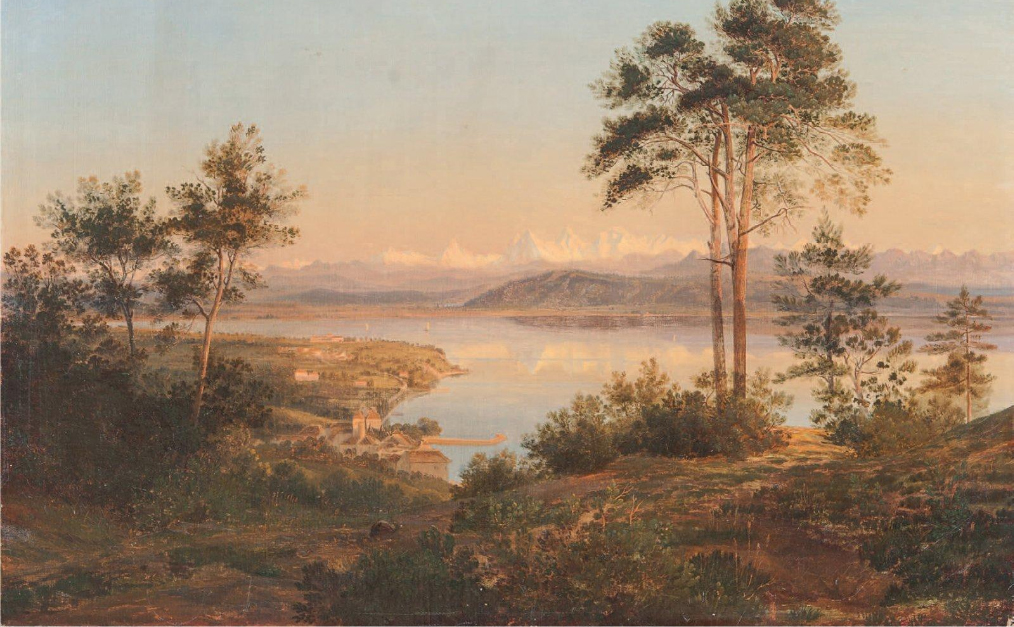
Neuenburgersee und das Dorf Saint-Blaise

Édouard de Pourtalès-Pury (* 1. Januar 1802 in Neuenburg; † 1. Juli 1885 ebenda) war ein Schweizer Landschaftsmaler. 
Er entstammte der hugenottischen, in der Schweiz ansässigen Pourtalès-Adelsfamilie.
Nach einer vorzeitig abgebrochenen Ausbildung an der Berliner Kadettenanstalt kehrte er in die Schweiz zurück und wurde Schüler von Maximilien de Meuron. Dessen Rat folgend, reiste er gemeinsam mit August von Bonstetten 1830 nach Rom und traf dort die Schweizer Maler Léopold Robert und Aurèle Robert. Er besuchte auch Florenz und Neapel. Während des Aufenthaltes in Italien schuf er zahlreiche Landschaftsbilder. Zurück in der Schweiz, malte er hauptsächlich Ansichten aus der Umgebung von Neuenburg und aus dem Berner Oberland.